# Олександр Зборовський

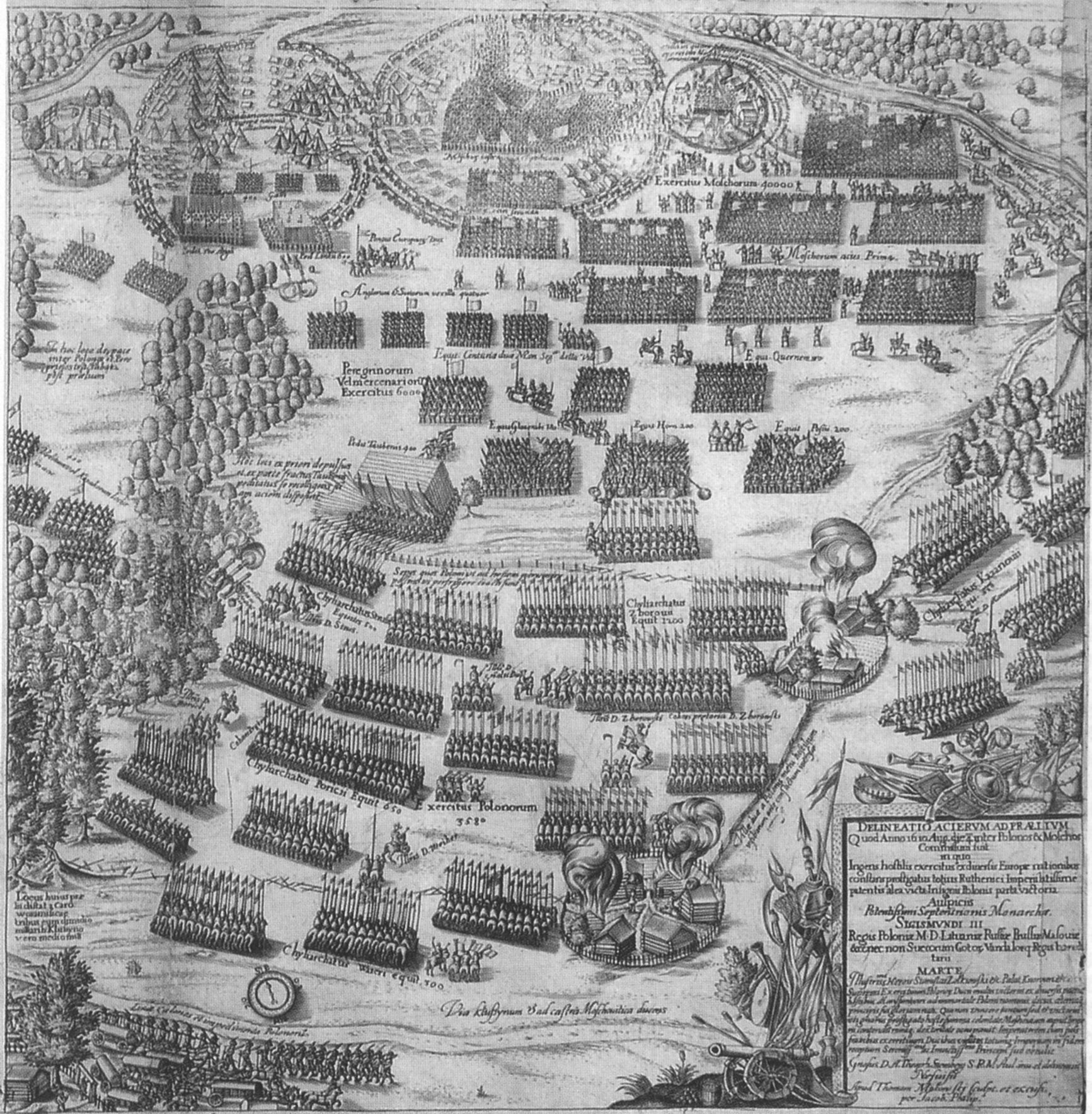
Битва під Клушином

Олександр з Ритвян Зборовський гербу Ястшембець (пол. Aleksander z Rytwian Zborowski, 1579/1582 — 1636) — польський шляхтич, військовик та урядник Речі Посполитої, меценат.

## Життєпис
Син відомого баніти Самійла Зборовського і його дружини Зофії Йордан. Полковник Його Королівської Милості.
У Золочеві за його сприяння було збудовано між 1592 та 1598 роками парафіяльний костел. Каспер Несецький назвав його дідичем пол. na Mikulenicach.
Долучився у Львівській землі до походу на Москву Дмитра І Самозванця, після вбивства якого пристав до війська Лжедмитрія II. Влітку 1608 року за наказом гетьмана Романа Ружинського перехопив конвой з Мариною Мнішек, яку стрільці депортували до Речі Посполитої, і привіз її до табору Лжедмитрія II. Після розгрому московським військом загонів останнього, Зборовський долучився зі своїм 1,5 тисячним полком 1610 р. до польського війська польного гетьмана коронного Станіслава Жолкевського, що йшло на Москву. Його полк становив авангард польського війська при подальшому переході, у битві під Клушином знаходився в центрі польського війська.
На початку січня 1614 був парламентарем під час конфлікту між З. Гольською та Івано-Юрієм Радзивілом як знайомий першої для мирного врегулювання конфлікту щодо прав на Бучач.
Після московських походів проживав під Львовом, де на своїх землях Краківського передмістя заклав 1634 року церкву Різдва Богородиці. У заповіті відписав ґрунт і землю під монастир взутих кармелітів Св. Мартина зі шпиталем для 12 відставних вояків-шляхтичів.
Був похований в домініканському костелі Божого Тіла, якому надав за життя срібні предмети. Поховати себе наказав загорнутим в білий килим там, де приготував місце, без пишнот, труни.

## Родина
Біля 1622 р. одружився з Анною Магдаленою Фредро (†1636/1640), донькою перемиського каштеляна Яна Фредра. У шлюбі народились:
- Анна — дружина равського воєводи Александра Корицінського[7] (за іншими даними, померла дівчиною 1620 року[1]);
- Констанція — дружина львівського каштеляна Рафала Гроховського;
- Адам Александер — єзуїт, на якому вигасла гілка роду Зборовських[7]; значну частину спадку батьків передав на потреби РКЦ[1].